# Félix Gouin
Félix Gouin (Peypin, 4 ottobre 1884 – Nizza, 25 ottobre 1977) è stato un politico francese.
È stato Capo del Governo provvisorio della Repubblica francese dal 26 gennaio al 24 giugno 1946.